# Parc national de Kalamaloué
Le parc national de Kalamaloué, parfois aussi appelé réserve forestière et de chasse de Kalamaloué, est l'un des parcs nationaux du Cameroun, situé dans la région Extrême-Nord, en bordure du Tchad. Avec une superficie de 45 km², il est le deuxième plus petit de tous les parcs nationaux camerounais – après le parc national de Mozogo Gokoro.

## Géographie
À environ 5 km de Kousséri, sa plus grande ville voisine est la capitale tchadienne N'Djaména, juste derrière la frontière à environ 15 km par la route.
Ce parc national est situé dans le département du Logone-et-Chari, plus précisément dans l'arrondissement de Kousséri. Il s'étire entre les latitudes 12°05' et 12°11'; et entre les longitudes 14°49' et 14°90'.
Il est limité au nord-est par les fleuves Logone et le Chari qui servent de frontière avec le Tchad; au nord par le fleuve Serbewel, une extension tarissable du Logone; à l'est par les villages de Marako et Seiba (à 10km de Kousséri); et au sud par la route bitumée internationale Maltam-Kousséri. La route nationale 1 le traverse de nord au sud.

## Historique
Le parc national de Kalamaloué fut créé en 1972. En 2011, il ne disposait toujours pas de plan de gestion durable.
Il est depuis les années 1970 un lieu particulièrement efficace pour l'étude des « interactions humain-sauvage », c'est-à-dire des nombreux liens des activités et l'implantation humaines avec leur environnement naturel sauvage – notamment sur les sujets de l'alimentation, de la pharmacopée et des activités économiques.

## Climat
Le climat de la région est semi-aride, de type soudano-sahélien à tendance sahélienne marquée. Ceci se caractérise par une longue saison sèche (octobre à mai) et une courte saison de pluie (juin-septembre) avec des précipitations irrégulières et faibles: entre 230mm et 700mm (moyenne de 529mm).
D'après des relevés des années 2010, la température du PN de Kalamaloué varie entre 21,7°C et 35,7°C, avec une moyenne de 28,4°C. À noter qu' elle atteint régulièrement des extrêmes (44-45°C) en saison sèche.

## Biodiversité
Cette petite réserve est située dans une région écologiquement très intense: on observe d'abord qu'elle se situe sur l'aire du yaéré, large plaine « d'inondation » du bassin du Logone, servant aussi de pâturage aux troupeaux de la région; ensuite, grâce à sa proximité avec une des rivières majeures de la frontière camerouno-tchadienne, elle bénéficie d'une petite mangrove marécageuse d'environ 3 km²

### Faune
Le PNK offre la possibilité de voir des animaux sauvages habitués à la présence humaine et qui peuvent se laisser photographier plus aisément que dans d'autres plus grands parcs nationaux (éléphants, faune aviaire, etc.). On y trouve également des chacals, girafes, patas, céphalophe de Grimm, mangoustes, mangouste rayée ou encore le Cobe des roseaux.

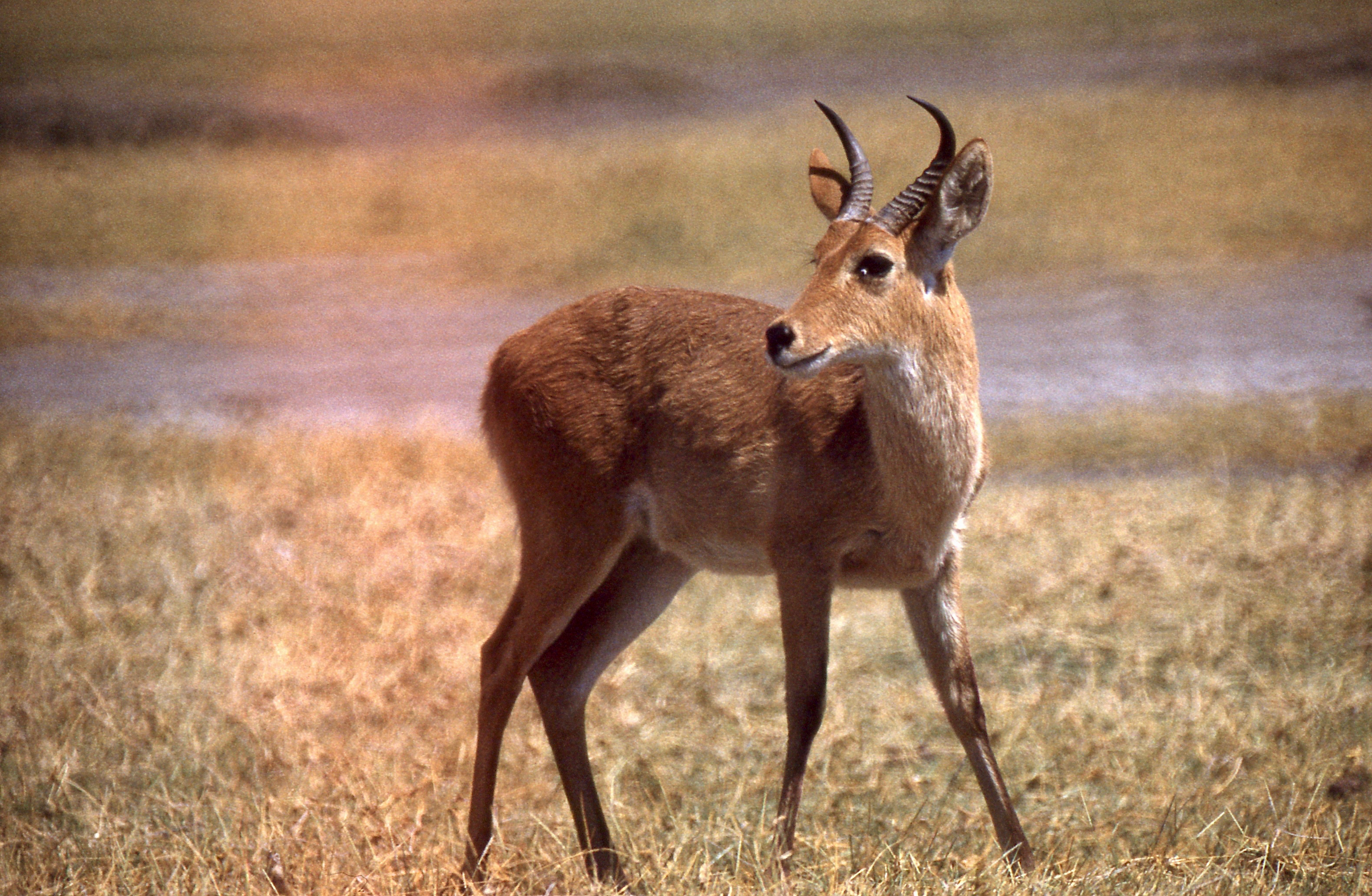
Cobe des roseaux (Redunca redunca)
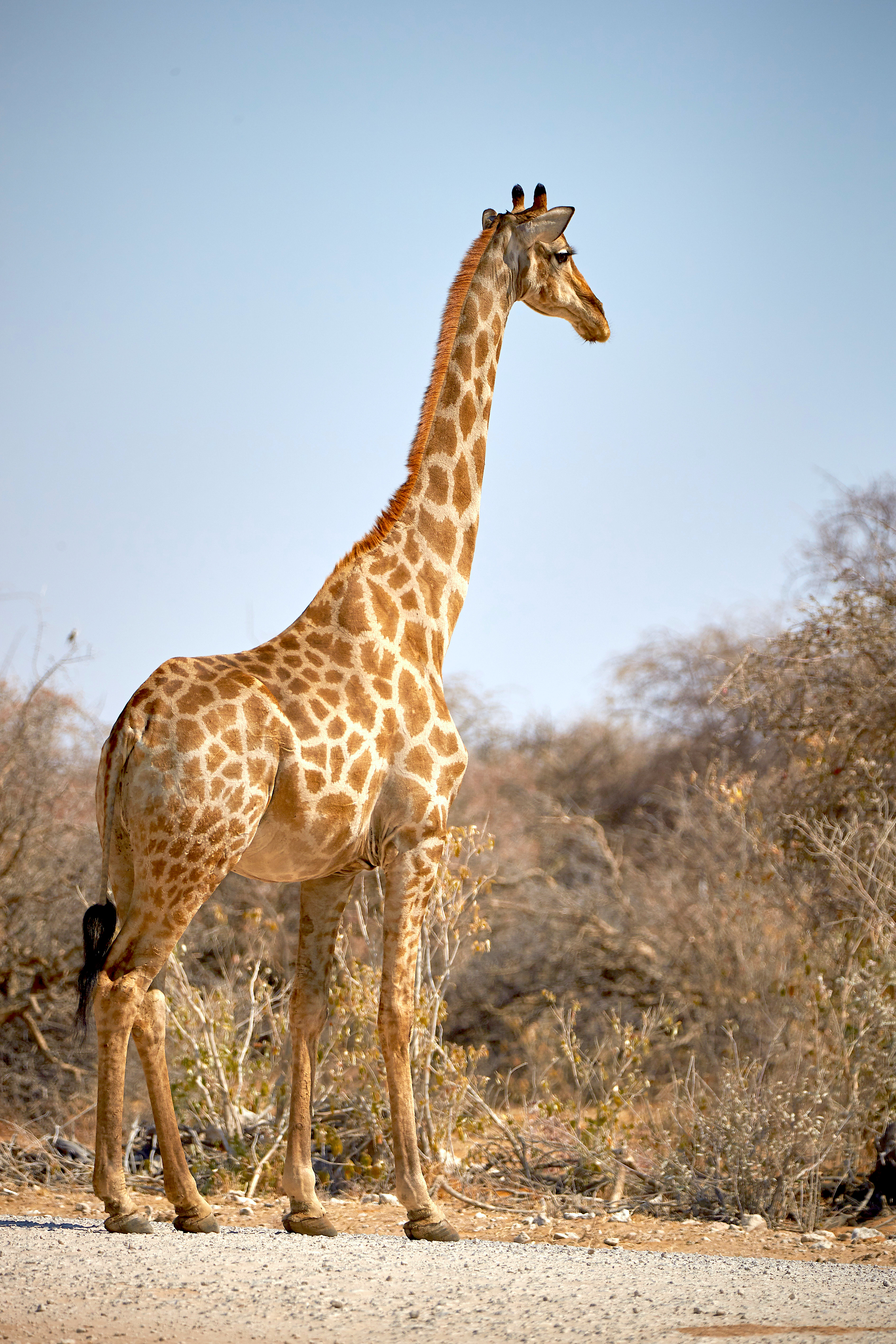
Girafe (Giraffa camelopardalis)
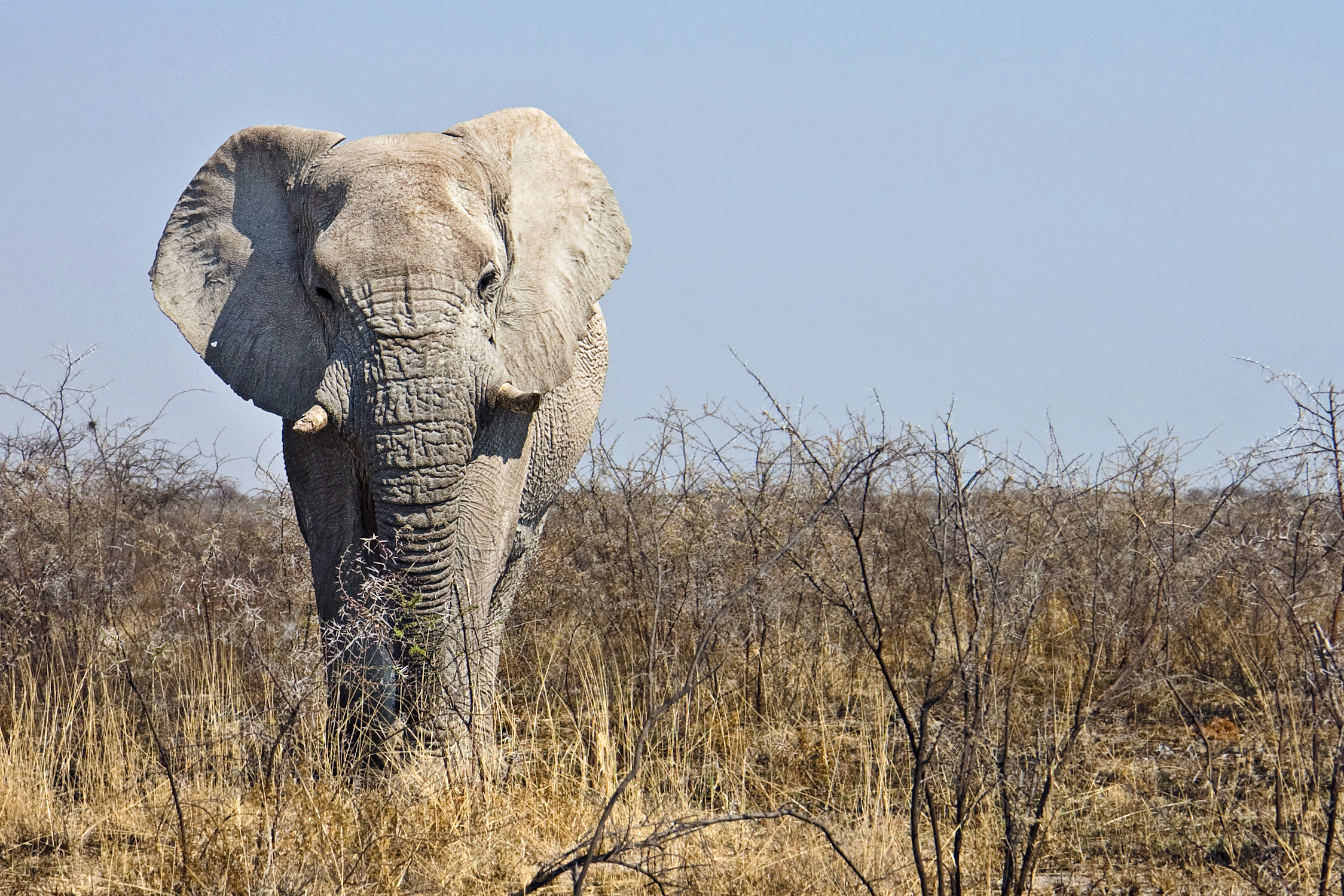
Éléphant (Elephantidae)
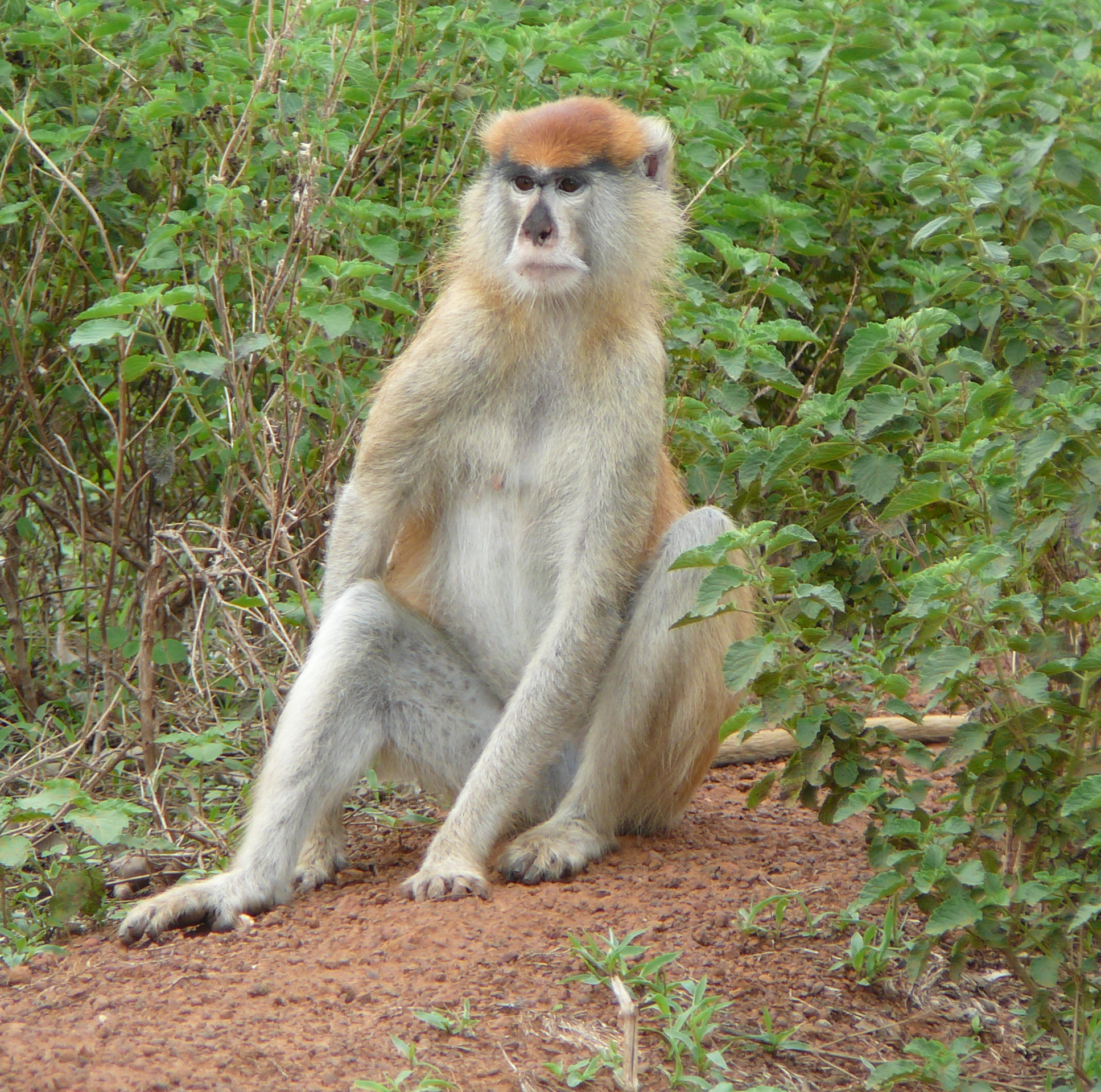
Singe Patas (Erythrocebus patas)
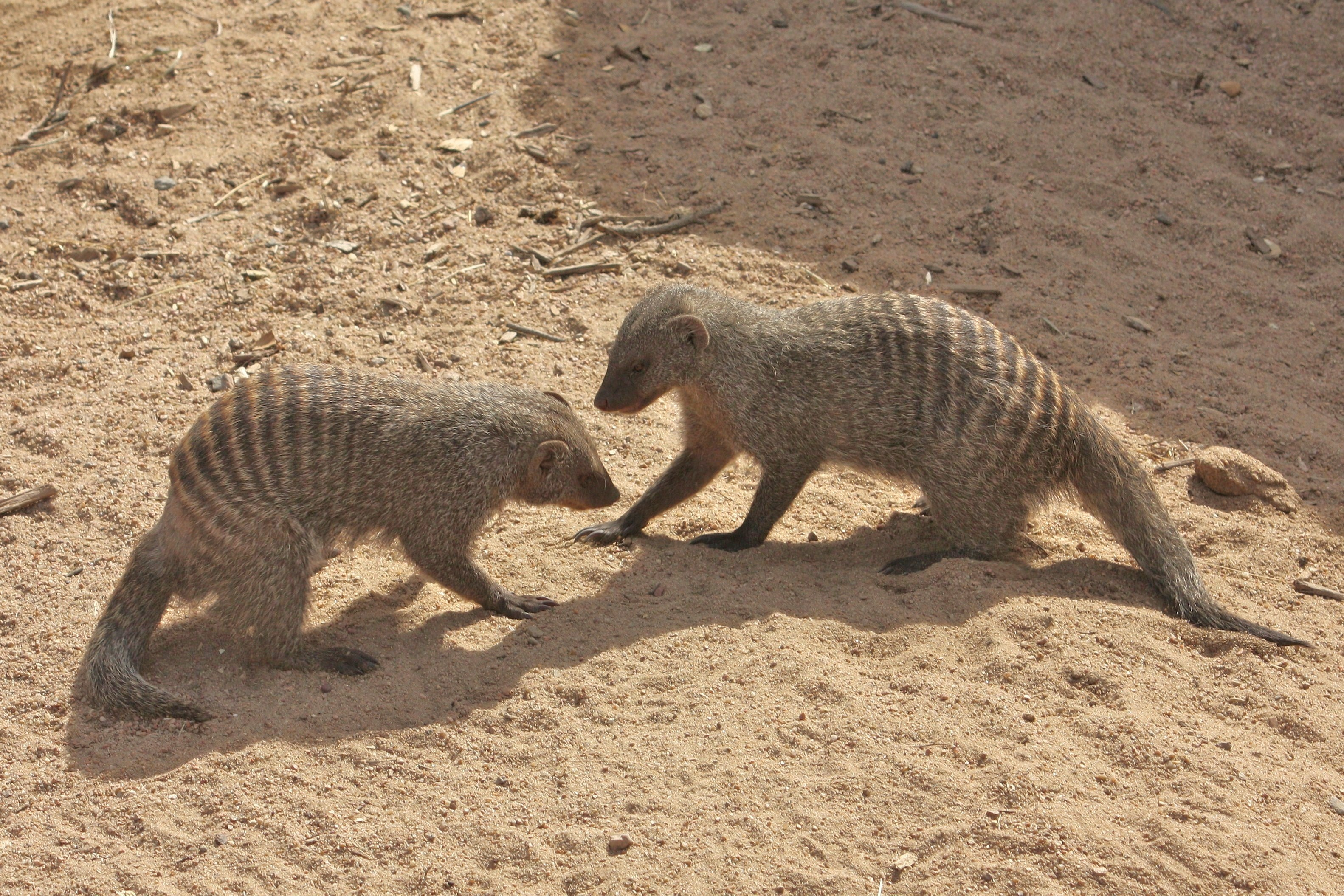
Mangoustes rayées (Mungos mungo)
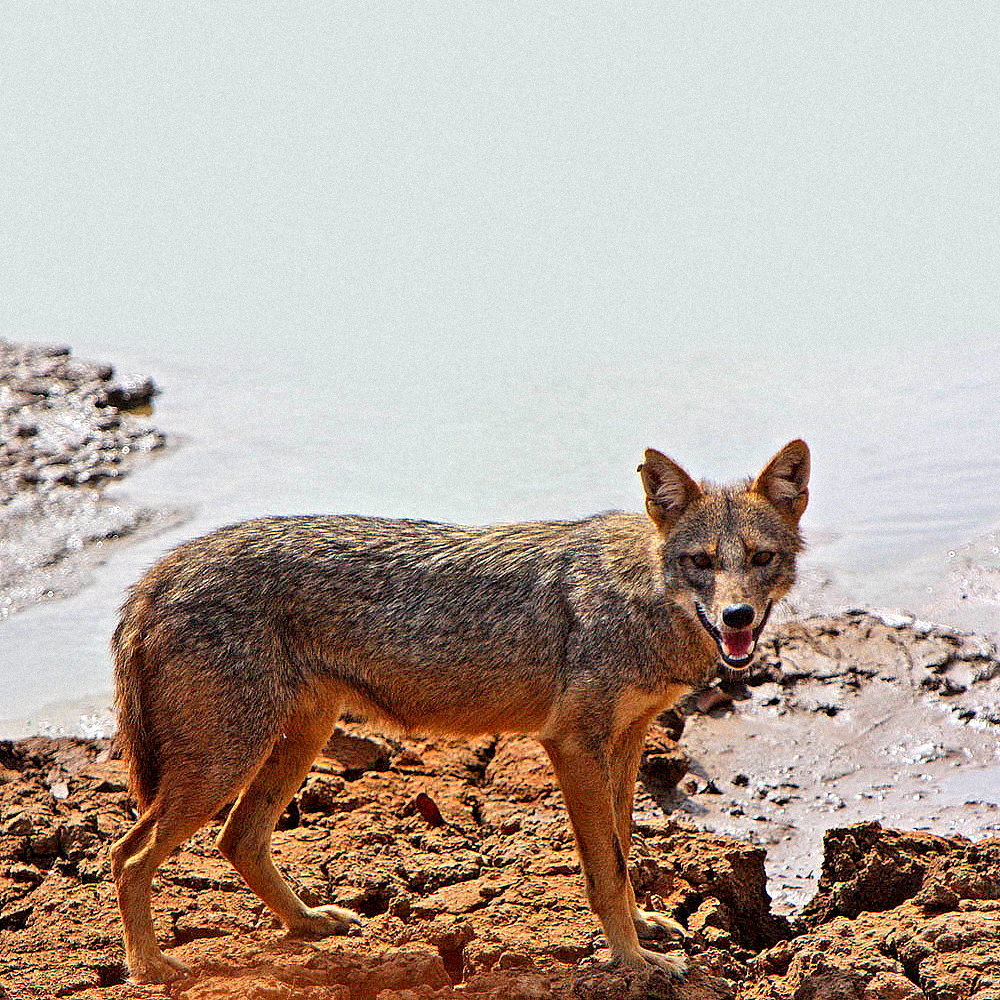
Chacal doré (Canis aureus)

### Flore
Parmi la flore endémique, les Capparaceae sont bien représentées (5 espèces), ainsi que les Mimosaceae (3 espèces) et acacias (3 espèces).
Dans cette plaine sahélienne, on observe de nombreuses herbacées endémiques, telles que: le genre des Hyparrhenia et Loudetia simplex.
Le PN de Kalamaloué et les bords du Chari plus généralement, sont propices au bouleau d'Afrique (Anogeissus leiocarpus), au Marula ( Sclerocarya birrea) 
La flore locale est utilisée dans la pharmacopée populaire ainsi que dans la nourriture traditionnelle. Ainsi, on dénombrait en 2011 vingt-six espèces végétales endémiques, intervenant dans une cinquantaine de recettes alimentaires, notamment par les Mousgoum (21 espèces utilisées) les Arabes Choa (20 espèces utilisées), mais aussi chez les Kotoko (15) et les Bornoa (14). Parmi au moins trois groupes ethniques différents, les plus citées étaient:

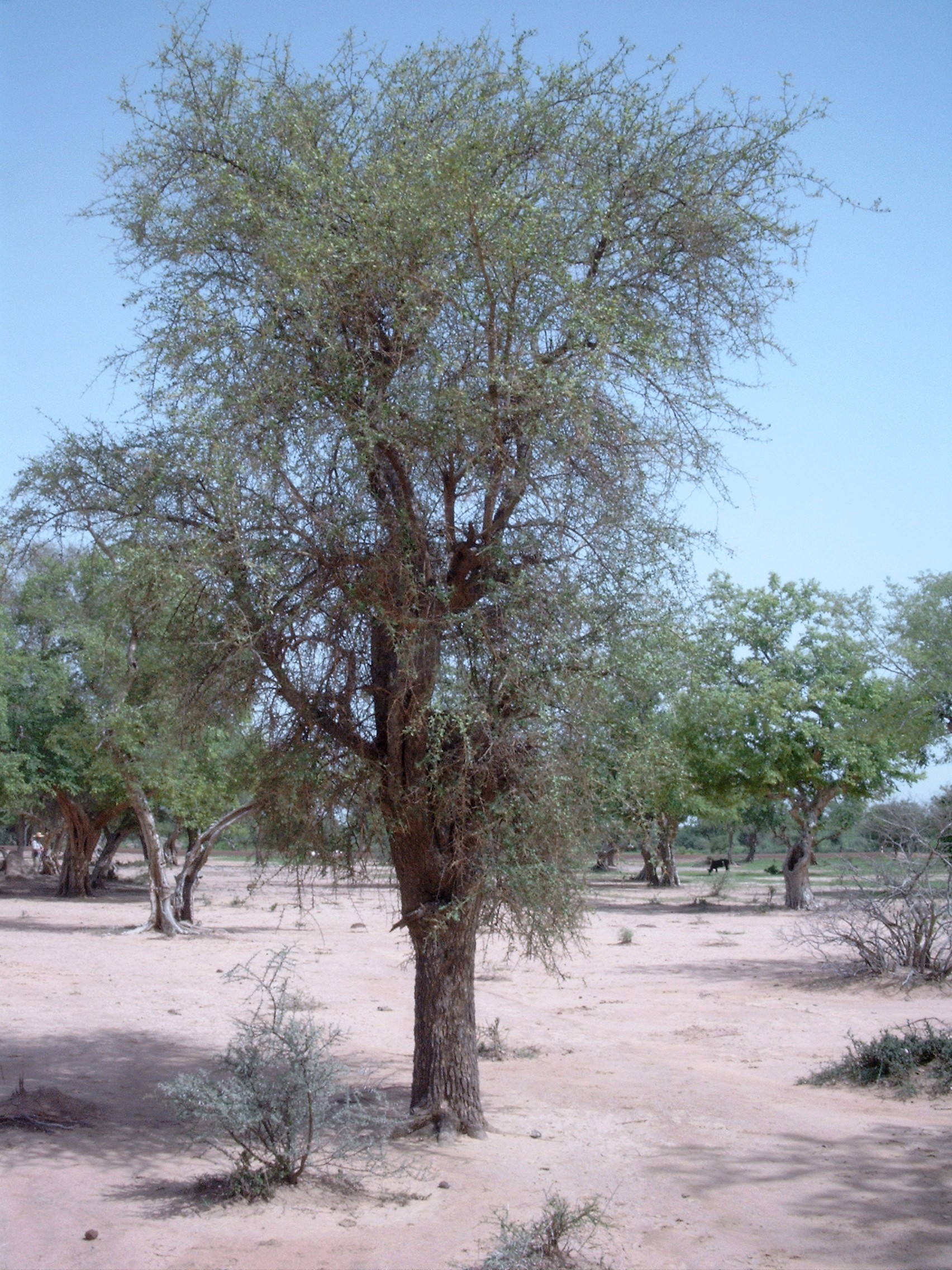
Le dattier du désert (Balanites ægyptiaca) recueillait 16% de toutes les citations[3] et représente une base alimentaire stable pendant une grande partie de l'année.
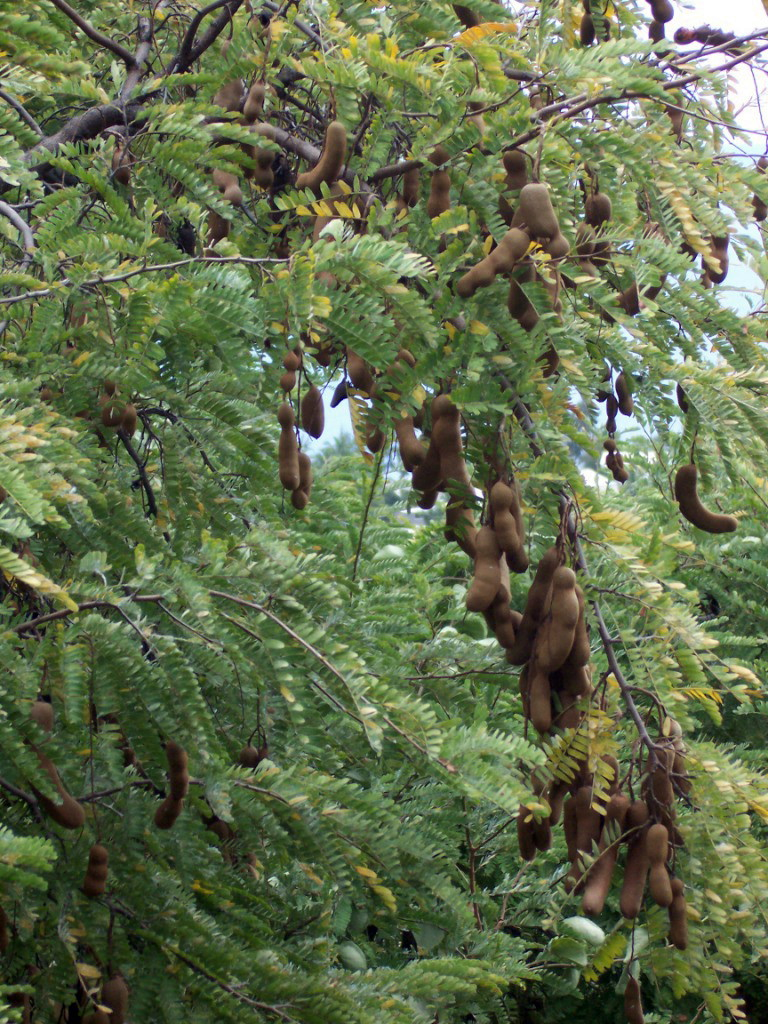
Le tamarinier (Tamarindus indica) arrive juste derrière en termes d'utilisation, avec presque 13%. Ses feuilles, graines et fruits permettent de nombreux dérivés (pulpe comestible, épice, torréfaction des graines, jus, salade, teinture, etc.)
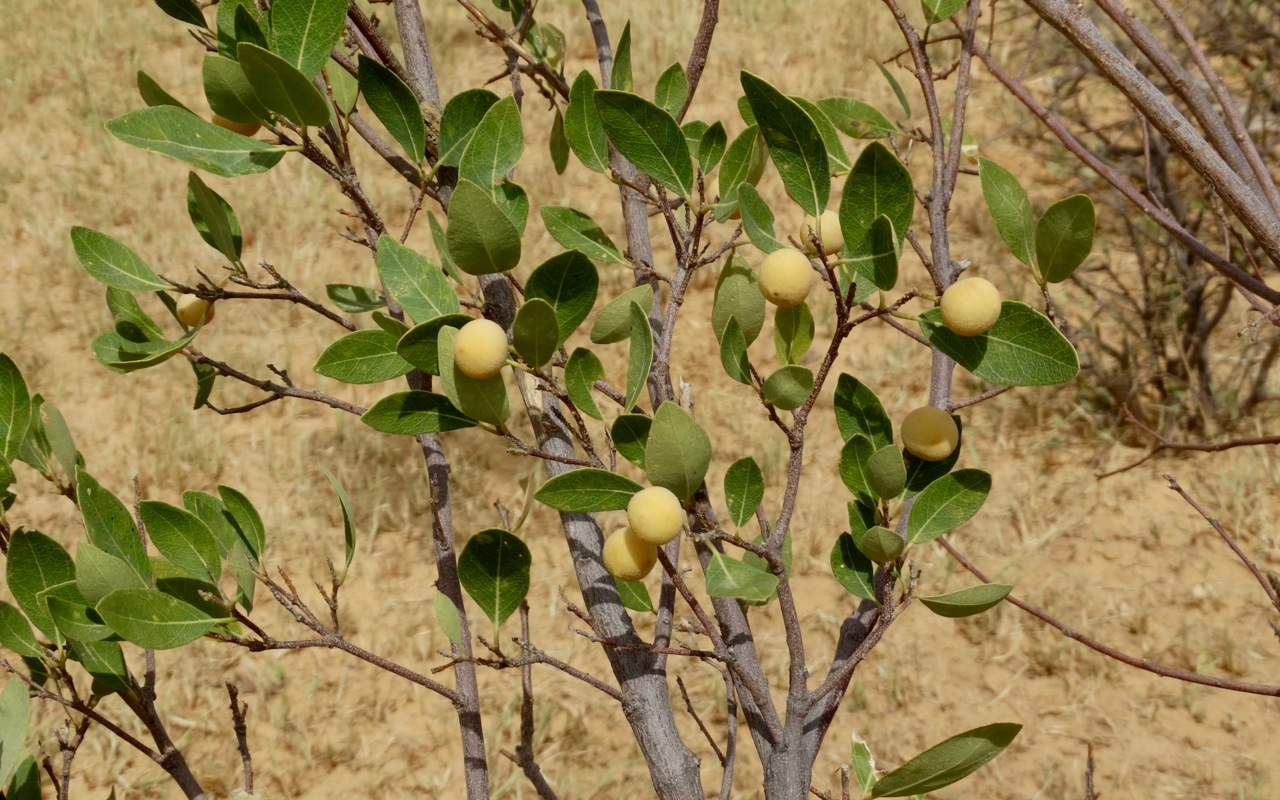
Le « hanza » (Boscia senegalensis) est un arbuste apprécié pour ses fruits rassasiant et son utilité dans de nombreux sous-produits alimentaires et ménagers (couscous, farines, gâteaux, popcorns, hoummous, boissons, etc.), avec environ 8% des ménages qui l'utilisent dans la région.
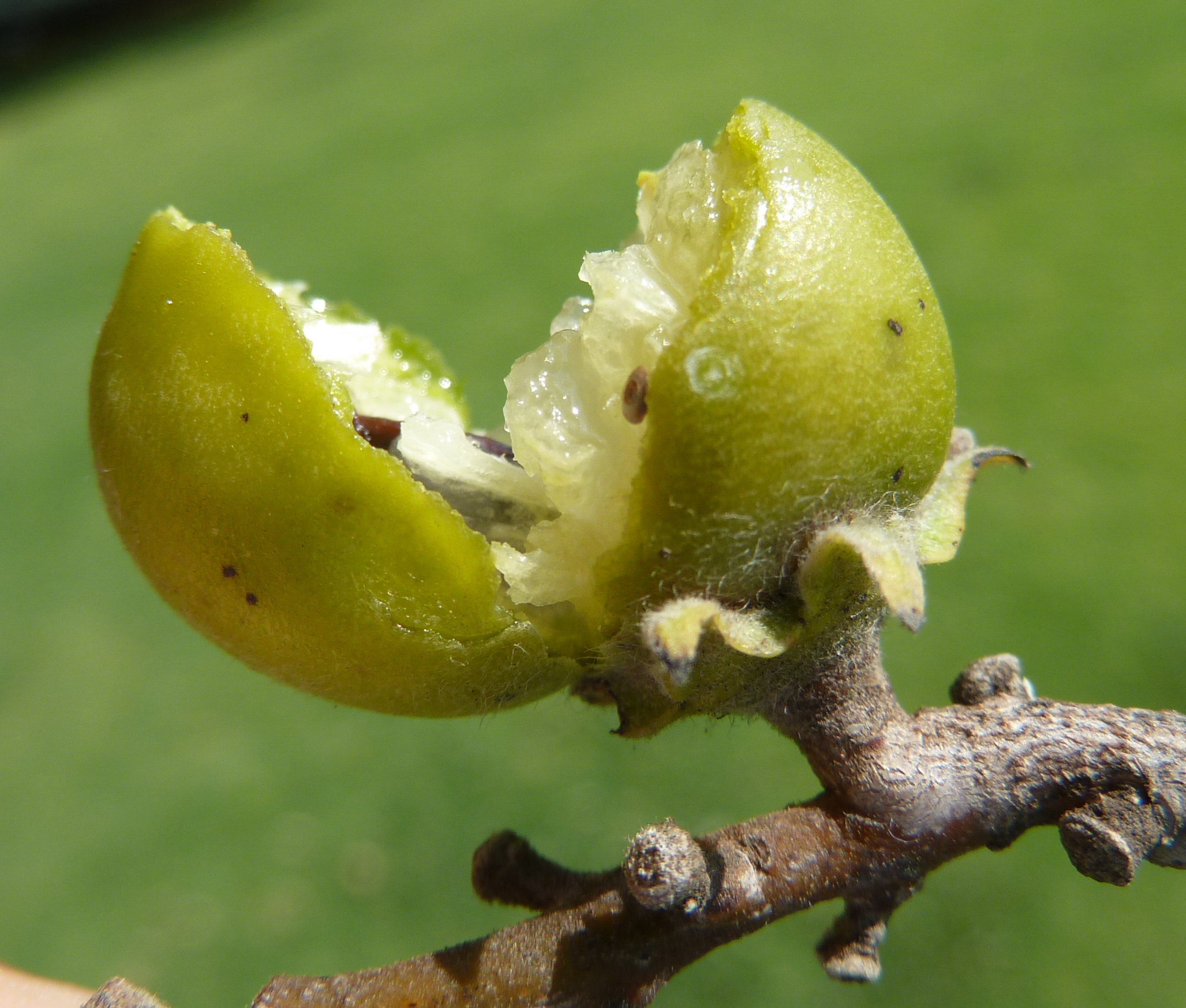
Ces « nèfles » nourrissantes sont issues de l'« ébène des savanes » (Diospyros mespiliformis), qui récolte près de 7% d'utilisateurs dans cette région.
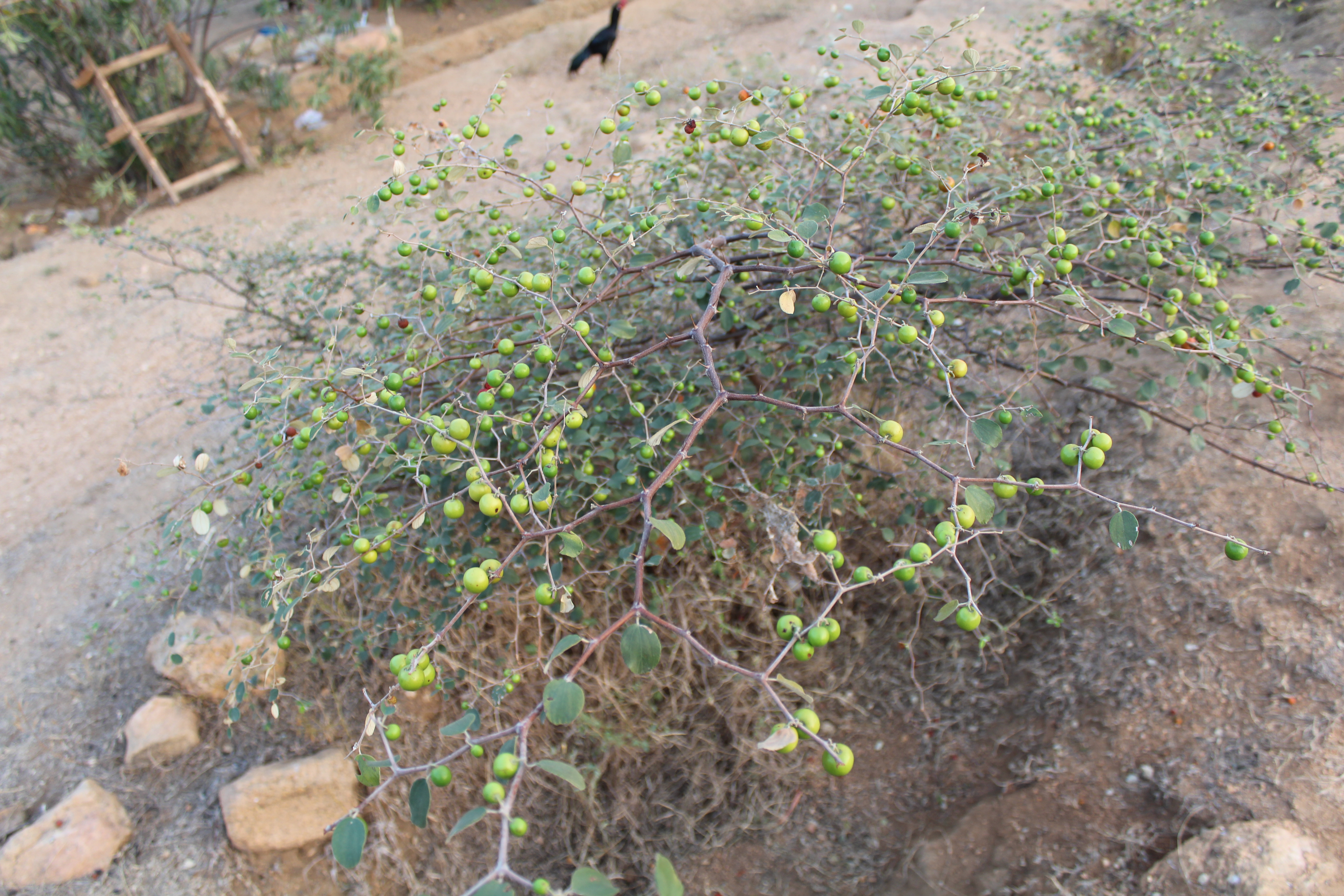
Ziziphus mauritiana peut atteindre plusieurs mètres de hauteur à maturité et porter de nombreux jujubes. Il est cité par plus de 6% de la population du parc national.

## Population
Bien que modeste en taille, sa population reste diversifiée; on parle ici de groupes constitués majoritairement de Bornoa, de Kotoko, d'arabes Choa et de Mousgoum.
Des tribus minoritaires venues du Tchad existent, ainsi que des Massa en provenance du Mayo-Danay, un peu plus au sud.
L'agriculture, l'élevage et la pêche sont les principales activités pratiquées dans la région; avec une division généraliste comme suit: les Kotoko sont principalement agriculteurs et pêcheurs, les arabes Choa sont éleveurs et agriculteurs et les Mousgoum sont pêcheurs, en pratiquant l'agriculture de façon secondaire.

## Tourisme
Le parc est ouvert tout au long de l'année; un campement doté de lits, une liaison radio et un personnel de surveillance (conservateur et gardes chasse) sont présents à l'entrée du parc via la RN1.

## Galerie photo

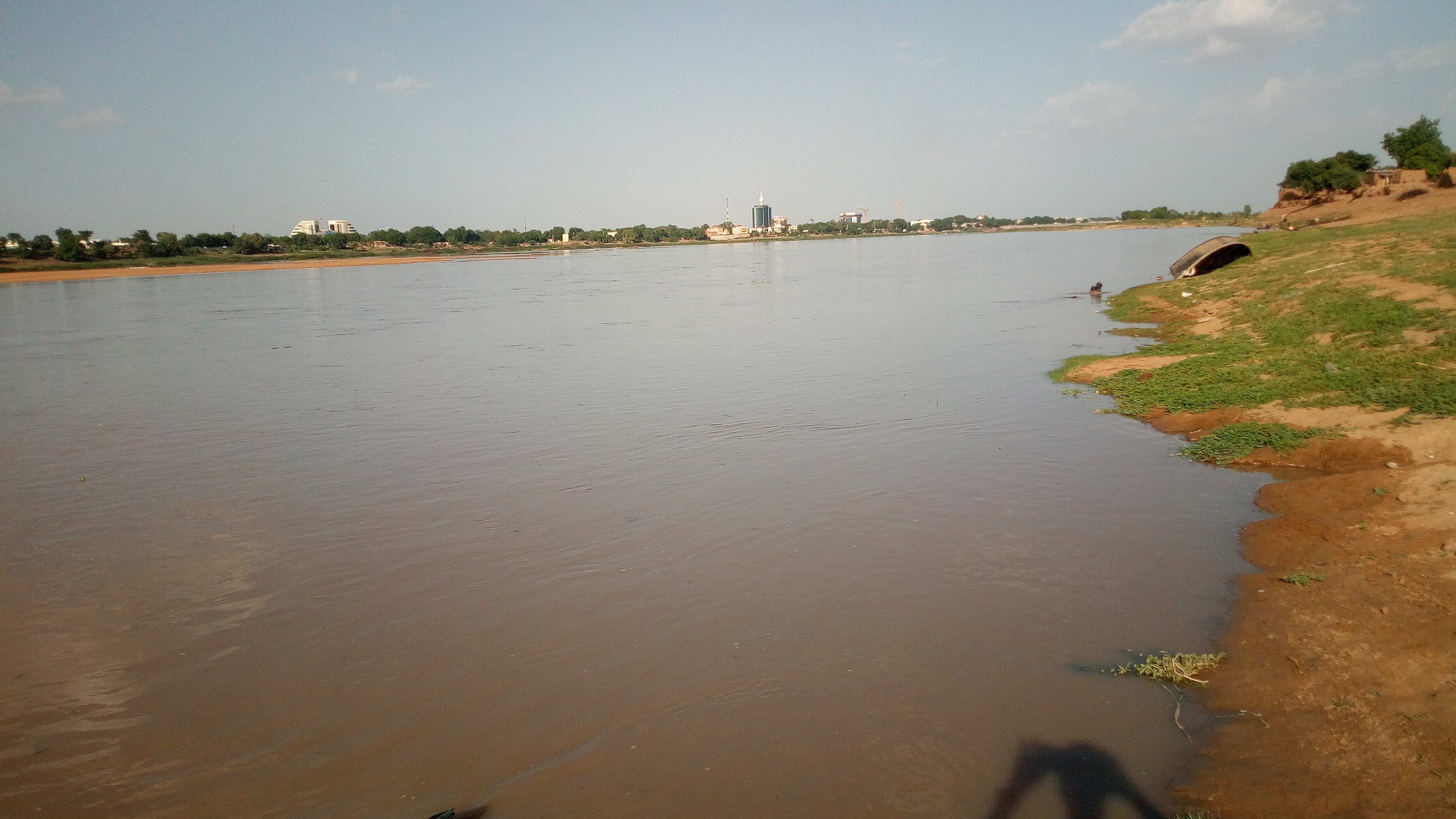
Le fleuve Chari passe à N'Djaména, Kousséri et sur les rives du PN de Kalamaloué avant de se jeter dans la « mer intérieure » que représente le lac Tchad.
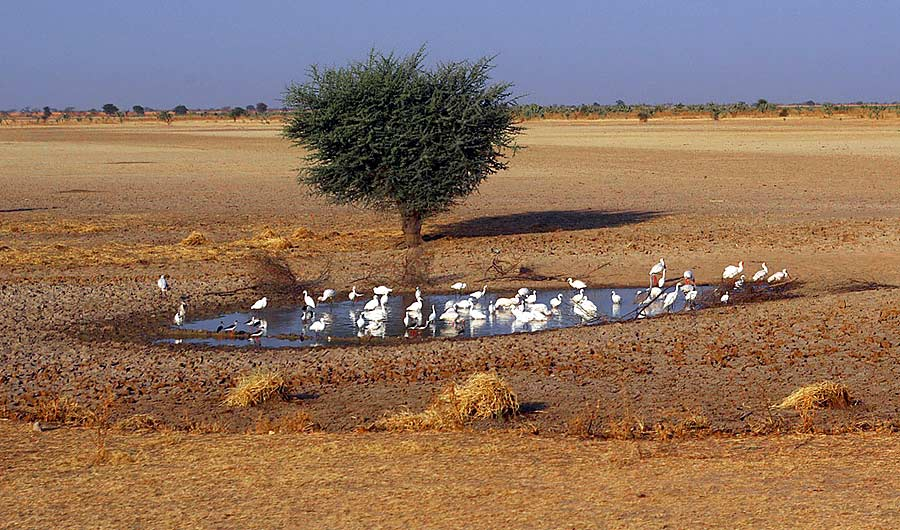
Paysage du Parc national de Kalamaloué
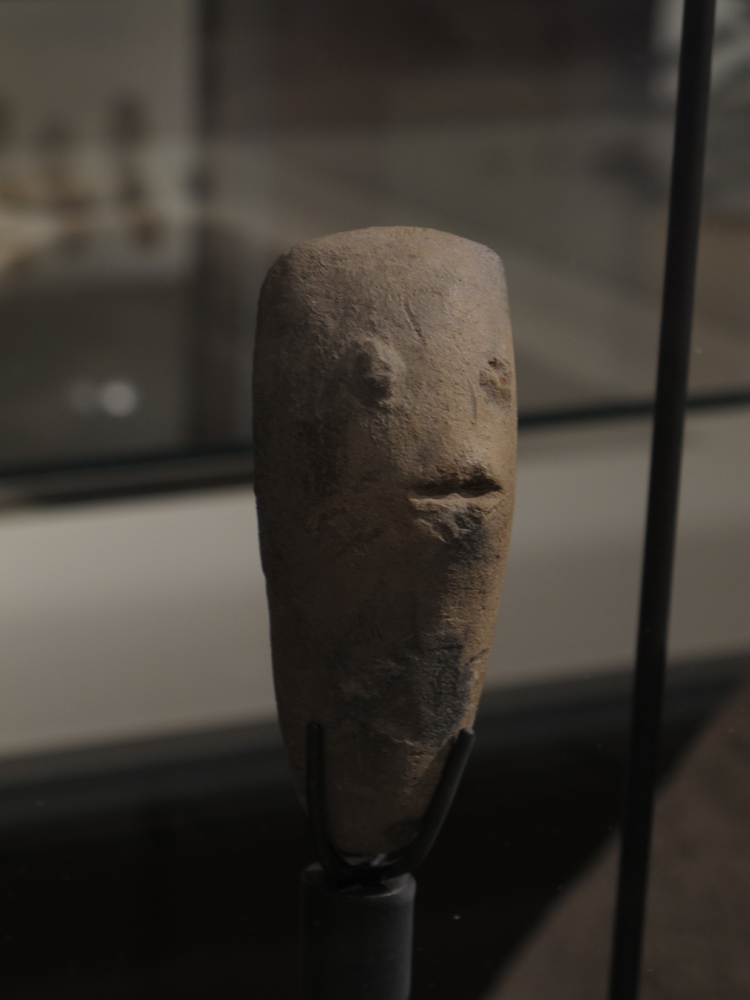
Bouchon anthropomorphe Sao, ancienne population des abords de Kousséri. Muséum d'histoire naturelle de La Rochelle